# Куэн-сюр-Сей
Куэн-сюр-Сей (фр. Coin-sur-Seille) — коммуна на северо-востоке Франции в регионе Гранд-Эст (бывший Эльзас — Шампань — Арденны — Лотарингия), департамент Мозель, округ Мец, кантон Кото-де-Мозель. До марта 2015 года коммуна административно входила в состав упразднённого кантона Верни (округ Мец-Кампань).
Площадь коммуны — 3,31 км², население — 304 человека (2006) с тенденцией к стабилизации: 313 человек (2013), плотность населения — 94,6 чел/км². Ранее входила в состав Лотарингии.

## Население
Численность населения коммуны в 2008 году составляла 295 человека, в 2011 году — 295 человека, а в 2013-м — 313 человек.
| 1962 | 1968 | 1975 | 1982 | 1990 | 1999 | 2006 | 2008 | 2011 | 2013 |
| ---- | ---- | ---- | ---- | ---- | ---- | ---- | ---- | ---- | ---- |
| 113  | 133  | 239  | 297  | 301  | 278  | 304  | 295  | 295  | 313  |

Динамика населения:

## Экономика
В 2010 году из 190 человек трудоспособного возраста (от 15 до 64 лет) 128 были экономически активными, 62 — неактивными (показатель активности 67,4 %, в 1999 году — 69,6 %). Из 128 активных трудоспособных жителей работали 119 человек (62 мужчины и 57 женщин), 9 числились безработными (6 мужчин и 3 женщины). Среди 62 трудоспособных неактивных граждан 17 были учениками либо студентами, 33 — пенсионерами, а ещё 12 — были неактивны в силу других причин.